# Louis Bertrand Castel
Louis Bertrand Castel (ur. 15 listopada 1688 w Montpellier, zm. 11 stycznia 1757 w Paryżu) – francuski uczony i jezuita. Interesował i zajmował się matematyką i innymi naukami ścisłymi. Był jednym z największych przeciwników Newtona i jego podejścia do nauki, popierał kartezjański racjonalizm i próbował go promować.

## Życiorys
Jego rodzina pochodziła z Béarn, górzystego regionu południowo- zachodniej Francji. Był drugim synem Guillaume Castela, który pracował jako chirurg w Montpellier. Castel rozpoczął edukację od jezuickiego kolegium w Tuluzie a w 1703 roku sam dołączył do zakonu. Studiował matematykę i filozofię, interesował się również działalnością misyjną, sam chciał wziąć udział w misji do Chin. Nie otrzymał jednak zgody przełożonych, którzy stwierdzili, iż jego problemy ze zdrowiem mogą sprawić, że nie wytrzyma trudów podróży. Pozostał więc w Tuluzie, ale nie na długo. Twórczość Castela, który publikował artykuły dotyczące matematyki i fizyki, wywarły pozytywne wrażenie na Bernardzie Fontenelle i na René-Josephie Tournemine. Fontenelle i Tournemine zwrócili się z prośbą do generała zakonu jezuitów o przeniesienie Castela do Paryża, gdzie miałby większe możliwości rozwoju i prowadzenia badań.
W 1720 roku Castel przeniósł się do stolicy gdzie został jednym z redaktorów pisma naukowego Journal de Trévoux. Zajmował się tam głównie sprawdzaniem artykułów dotyczących matematyki i fizyki pod kątem ich poprawności. Pracował tam aż do swojej rezygnacji w 1746 roku. Jakiś czas po przybyciu do Paryża rozpoczął również pracę w prestiżowym kolegium Louis-le-Grand, gdzie nauczał kilku przedmiotów ścisłych, takich jak fizyka, matematyka i mechanika. Fontanelle zapoznał Castela z elitą intelektualną i finansową stolicy. Wprowadził go na przykład do towarzystwa spotykającego się w salonie Madame de Tencin. Kontakt między Fontanellem a Castelem ulegał z biegiem czasu osłabieniu ale Louis był chyba bardzo zżyty z salonami paryskimi, gdyż w 1742 roku wprowadzał do nich Rousseau, który właśnie wtedy przybył do stolicy. Od mniej więcej 1730 roku z Fontanellem urwał się całkowicie a Castel zawarł wówczas bardzo bliską znajomość z Monteskiuszem, będącą efektem tego że nauczał jego syna. Louis wywarł duży wpływ na duchowość i poglądy religijne Monteskiusza.
W 1724 roku Castel opublikował Traité de physique sur la pesanteur universelle des corps, który wzbudził duże zainteresowanie i kontrowersje. Praca ta dotyczyła bowiem tematu grawitacji, który był wówczas szeroko dyskutowany wśród fizyków. Castel przedstawił tam również swoją wizję wszechświata jako sprawnie działającego mechanizmu, w którym wszystkie procesy zachodzą we właściwym porządku, niezależnie od człowieka. Jedyną rzeczą niezależną od tego mechanizmu miała być ludzka wolna wola. W pracy tej krytykował poglądy Newtona, który starał się bezpośrednio przenosić sposoby stosowane w matematyce na pole fizyki. Zarówno ta jak i następne jego prace, odrzucające niektóre pomysły i metody Newtona, wpisywały się w nurt który był wówczas bardzo popularny wśród francuskich uczonych. Castel forsował założenia programowe kartezjańskiego racjonalizmu. Twierdził, że żadna nauka nie może opierać się przede wszystkim na eksperymentach i ich wynikach. Dociekania naukowe powinny być podparte racjonalnym rozumowaniem i logicznym systemem. Newtonowskie podejście, zdaniem Castela, redukowało człowieka do roli obserwatora i uniemożliwiało dokładne opisanie danego procesu czy zjawiska, nie pozwalało również na znalezienie ich głębszych przyczyn i skutków. Większość francuskich uczonych podzielała wówczas te poglądy. Prawie wszyscy członkowie Akademii Nauk byli zwolennikami Kartezjusza, poza Maupertuisem i Clairautem.

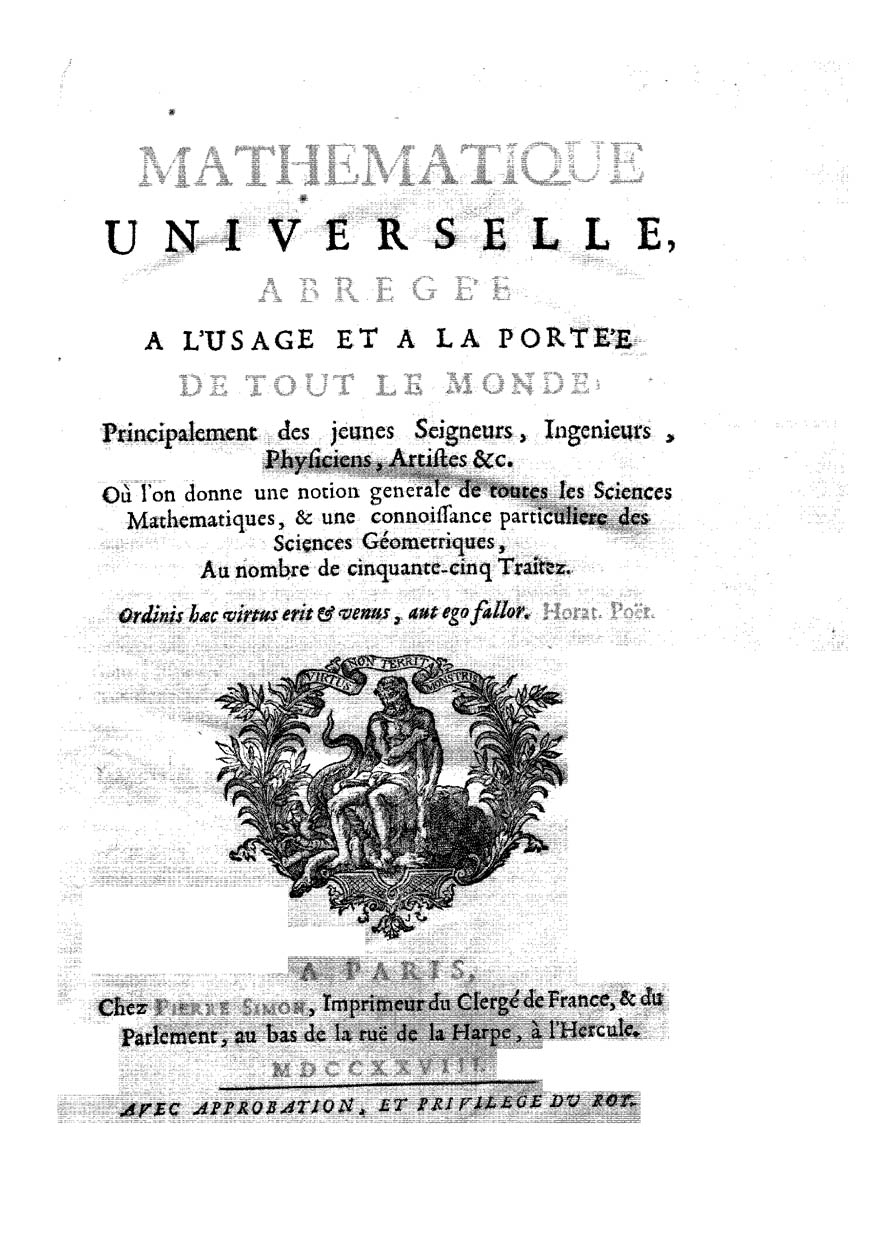
Mathématique universelle abregée à l'usage et à la portée de tout le monde, 1728

Castel jest najbardziej znany dzięki idei "klawesynu optycznego". Jego pierwszy artykuł na ten temat pojawił się w Mercure de France, jednym z najbardziej poczytnych pism dotyczących kultury, które publikowało również teksty naukowe. Redakcja pisma zawsze wyrażała się o Castelu z dużym uznaniem, co najprawdopodobniej było efektem zapatrywań ich wydawcy. Artykuł Clavecin pour les yeux, avec l’art de peindre les sons, et toutes sortes de pièces de musique napisany przez Castela w 1725 roku, był odpowiedzią na wcześniejszy tekst niejakiego Decourta z Amiens. Castel starał się w nim udowodnić, że istnieją związki między zjawiskami światła i dźwięku oraz między tonami a kolorami. Uważał, że skoro w efekcie rozmieszczenie różnych dźwięków w pewnych kombinacjach powstaje sztuka to można w ten sam sposób postąpić z kolorami, dzięki czemu powstanie nowa forma sztuki – muzyka kolorów. W tym celu Castel rozpoczął wnikliwe badania natury światła i bardzo mocno zainteresował się optyką. Skutkiem ubocznym jego pomysłu stworzenia nowego rodzaju sztuki był więc rozwój wiedzy na temat optyki we Francji. Dostrzeganie analogii między światłem a dźwiękiem było efektem przyjętego przez Castela przypuszczenia że w przypadku obydwu zjawisk można mówić o wibracjach. Odwoływał się tutaj do prac Athanasiusa Kirchera i Newtona.
W 1735 roku opublikował dwa kolejne artykuły dotyczące klawesynu optycznego w których starał się udowodnić słuszność swoich twierdzeń i szukał argumentów potwierdzających istnienie analogii między światłem i dźwiękiem. Opierając się na Kircherze, zauważył, że zarówno dźwięk jak i światło odbijają się od płaskich powierzchni, ulegają refrakcji, mogą przenikać przez niektóre materiały i można je skupić przy użyciu specjalnego sprzętu. Kircher skonstruował w tym celu megafon, który dla Castela był odpowiednikiem teleskopu dla dźwięku. Na potrzeby swoich badań specjalnie przetłumaczył pracę Newtona poświęconą zagadnieniom optyki. Została ona wydana w 1740 roku, wraz z komentarzami i porównaniami. Castel był zdania iż rozszczepienie światła białego na siedem składowych: czerwoną, pomarańczową, żółtą, zieloną, niebieską, fioletową i indygo. W opinii Castela każda z wiązek powstałych w wyniku rozszczepienia odpowiadała jakiemuś dźwiękowi, gdyż różniły się one między sobą szerokością i długością. Dziś wiadomo już że światło nie jest tym samym co dźwięk, zresztą Castel był już krytykowany za swoje poglądy w czasach gdy działał.
Mimo nieprawdziwości założenia o identyczności światła i dźwięku, badania nad poświęconymi optyce dziełami sprawiły, że Castel znalazł w nich kilka błędów. Zaowocowało to później wydaniem prac w których zwracał na nie uwagę i proponował własne rozwiązania. W wielu przypadkach miał rację. Jego poglądy wywarły później duży wpływ na Goethego, który skorzystał z niektórych pomysłów Castela aby stworzyć własną teorię kolorów. Castel był pionierem w dziedzinie muzyki wizualnej. Istnieją nawet świadectwa iż udało mu się skonstruować postulowany instrument, pisał o tym na przykład Tellemann. W 1754 roku Castel miał udzielić prywatnego pokazu pięćdziesięciu osobom, o czym z entuzjazmem donosił Mercure de France.
Za swoją pracę naukową Castel został uhonorowany kilkoma nagrodami i był wybierany na członka kilku towarzystw naukowych. W 1730 został zagranicznym członkiem Royal Society, w 1746 roku został członkiem Akademii w Bordeaux a w 1748 roku w Rouen i Lyonie.